# Catopsis berteroniana
Catopsis berteroniana là một loài thực vật có hoa trong họ Bromeliaceae. Loài này được (Schult. & Schult. f.) Mez mô tả khoa học đầu tiên năm 1896.